# Ehemaliges Postamt (Eppstein)

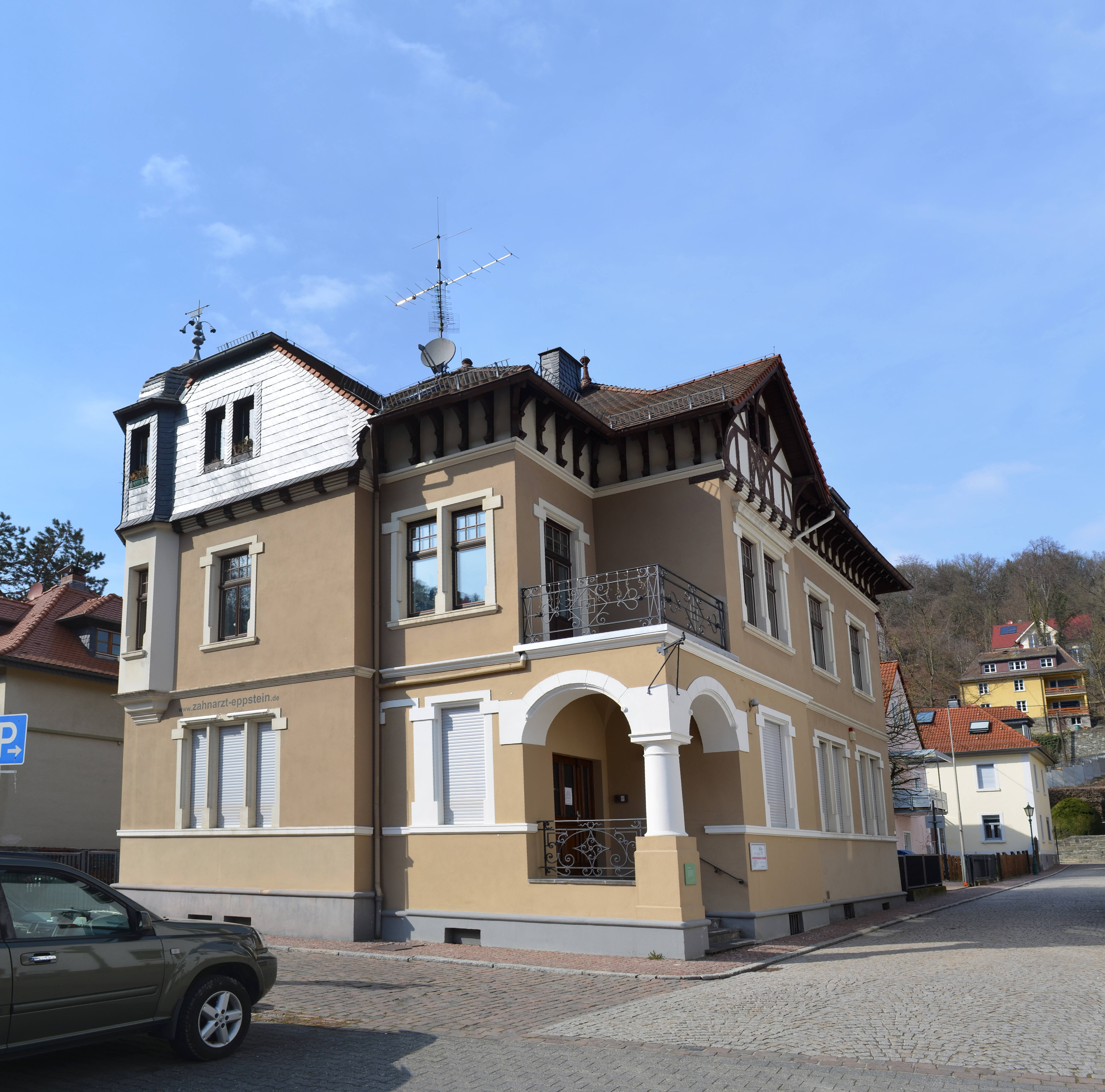
Postamt

Das ehemalige Postamt in der Poststraße 5 in Eppstein steht als Kulturdenkmal unter Denkmalschutz.

## Postgeschichte von Eppstein
Bis 1866 gab es keine Postexpedition in Eppstein. Die Thurn-und-Taxis-Post versorgte Eppstein unregelmäßig per Boten von der Posthalterei Königstein. Daneben gab es einen täglichen Boten von der Posthalterei Hattersheim.
1866 wurde ein Postexpedition in Eppstein geschaffen. Diese hatte ihren Sitz in einem Gebäude am Chor der Talkirche. Dieses Gebäude wurde 1971 abgerissen. Die Postexpedition wurde täglich von der Posthalterei Hattersheim versorgt. Von hier wurden mehrere Nachbarorte versorgt. 1878 wurde dort der erste öffentliche Telegraph und 1900 die Zentrale des Telefonnetzes, die anfangs 9 Teilnehmer hatte, eingerichtet.

## Das Postamt
1904 wurde das kaiserliche Postamt in historisierendem Stil in Eppstein erbaut. Der Bau stellte eine städtebaulich bedeutsame Gegenlage zur 1903 erbauten Katholischen Pfarrkirche St. Laurentius dar: Er liegt in der Flucht zwischen dem Bahnhof und der Kirche. Es handelt sich um ein zweigeschossiges, verputztes Gebäude auf einem hohen Sockel. Der Baukörper und das gewalmte Dach sind durch Risalite, Balkonversprung, Erker mit polygonaler Haube und den Treppenhausanbau vielfältig gegliedert. Der Eingang ist mit Arkaden über Eck angelegt und bildet eine stützende romanisierende Ecksäule. Die Gewände der meist gekuppelten Fenster und profilierte Gesimse sind aus Sandstein. Auffällig ist der Zwerchgiebel in Zierfachwerk mit geschwungenen Streben, besonders charakteristisch ist die hohe Frieszone mit der Reihung langer, verzierter Konsolen.